# Gawronki
Gawronki [pronunciación en polaco: /ɡaˈvrɔnki/] es un pueblo en el distrito administrativo de Gmina Głowno, dentro del Distrito de Zgierz, Voivodato de Łódź, en el centro de Polonia. Se encuentra aproximadamente 6 kilómetros al noroeste de Głowno, 26 kilómetros al noreste de Zgierz, y 30 kilómetros al noreste de la capital regional, Łódź.